# 两水站 (韩国)
兩水站（：／ Yangsu yeok */?）是京義·中央線沿線的一座地面車站，位於韓國京畿道楊平郡楊西面龍踏里。

## 車站結構
站體為2面4線雙島式月台的地面車站，候車月台設有月台幕門。

### 月台配置
| ↑ 雲吉山        |
| ４３ \| ２１ \| |
| 新院 ↓          |

| 月台 | 路線                   | 目的地               |
| ---- | ---------------------- | -------------------- |
| 1、2 | ●首都圈電鐵京義·中央線 | 楊平、龍門方向       |
| 3、4 | ●首都圈電鐵京義·中央線 | 九里、龍山、文山方向 |

## 历史
- 1939年4月1日：开始使用。

## 相鄰車站
韓國鐵道公社
●首都圈電鐵京義·中央線
中央線急行
陶深（K127）－兩水（K130）－楊平（K135）
中央線緩行
雲吉山（K129）－兩水（K130）－新院（K131）